# Habanos S.A.
Habanos S.A. é uma empresa cubana de fabricação de tabaco que controla a promoção, distribuição e exportação de charutos premium e outros produtos de tabaco de Cuba em todo o mundo. Foi criada em 1994.
A propriedade da Habanos S.A. é dividida igualmente entre a estatal Cubatabaco e a gigante espanhola do tabaco Altadis. A empresa comercializa as marcas Cohiba e Romeo y Julieta, entre outras.